# Batalla de Nitzanim
La batalla de Nitzanim fue una batalla entre las Fuerzas de Defensa de Israel y el Ejército egipcio durante la guerra de Independencia de Israel, el 7 de junio de 1948 (29 de Iyar de 5708 en el calendario hebreo). Fue la primera victoria egipcia importante de la guerra, y uno de los pocos casos de rendición israelí.
La batalla comenzó la noche del 6-7 de junio, con un bombardeo de artillería en Nitzanim, seguido de un bombardeo aéreo y ataques de infantería y blindados. El ataque principal rompió las defensas israelíes en torno a las 11:00 horas; los israelíes se retiraron a una segunda posición, y finalmente a una tercera posición a las 14:00 horas. A las 16:00 horas, 105 israelíes se rindieron ante el Ejército egipcio. Entre el 7 y 10 de junio, la batalla de la Colina 69 se libró cerca. La colina fue capturada por los egipcios después de una retirada desorganizada israelí.
Los israelíes vieron la rendición de Nitzanim como una humillación, sobre todo después de la brigada Guivati publicó un folleto, denunciando a los defensores. Los residentes de Nitzanim exigieron una investigación sobre la batalla, y una fue llevada a cabo por el Estado Mayor, poniéndose al lado de los residentes y llegando a la conclusión de que la rendición era justificada.

## Antecedentes

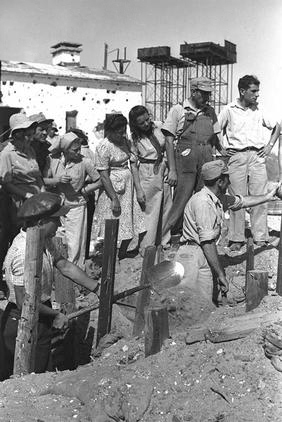
Tropas de Guivati en Nitzanim.

El kibutz Nitzanim, fundado en 1943, era un pueblo aislado de Israel en la llanura costera, rodeado por las localidades árabes de Isdud en el norte, Majdal en el sur, y Julis y Beit Daras en el este. Estaba destinado a ser parte del estado árabe en el Plan de Partición de las Naciones Unidas para Palestina. Como tal, Nitzanim fue aislado a partir del 31 de diciembre de 1947. Fue atacado muchas veces en los seis primeros meses de la guerra civil durante el Mandato de Palestina por fuerzas irregulares locales. Los defensores judíos utilizaban viejos fusiles italianos de la Primera Guerra Mundial, y lograron repeler los ataques. En marzo de 1948, las fuerzas de la Haganá desde la sede central en Beer Tuvia rompieron el cerco y llegaron al pueblo, pero en el camino de regreso fueron emboscadas y el comandante de la Haganá en Nitzanim, Shlomo Rubinstein, fue muerto en acción. El 26 de marzo y el 20 de abril, ataques árabes organizados tuvieron lugar, y fueron repelidos por los habitantes del pueblo.
El kibutz Nitzanim se encuentra a 700 metros al oeste de la carretera costera. Su extensión, 800 metros de largo y 400 metros de ancho, no permitió la formación de una segunda línea de defensa. Los edificios de las granjas fueron construidos en su mayoría en un barranco, rodeado de colinas en todos los flancos. Al norte se extendía el «canto del cementerio», un lugar conveniente para observaciones. Cerca de este hay un lecho seco de un río, que se extiende al oeste, y permitía un avance práctico hacia la granja del norte. Al este, la granja bordeaba un campamento británico destruido, lo que permitió un avance enemigo hasta la valla de la granja. A unos dos kilómetros al noreste estaba la Colina 69, una posición de mando de toda la zona circundante.
Al mediodía del 29 de mayo, un puesto de observación cerca de Nitzanim informó que una columna egipcia de alrededor de 150 vehículos había pasado a lo largo de la carretera costera hacia el norte. El anuncio posterior informó que se habían contado 500 vehículos, una brigada entera. Los observadores no estaban entrenados en la identificación de los vehículos militares, y con entusiasmo contaban mal los vehículos que pasaban. Exageraron los números cuando informaron a la Brigada Guivati. El ejército egipcio estableció una posición en Isdud entre el 29 de mayo y 1 de junio, para presuntamente empujar a los israelíes y capturar Tel Aviv. Sin embargo, el avance egipcio se detuvo en el puente Ad Halom (sobre el río Lakhish, al norte de Isdud), que había sido destruido por la brigada Guivati el 12 de mayo. A medida que se hicieron los preparativos logísticos para cruzar el río, la columna fue bombardeada y participó en la operación Pleshet (2-3 de junio). Por lo tanto, los egipcios centraron su atención en despejar sus flancos, centrándose en Nitzanim, ya que algunos de los heridos israelíes que participaron en Pleshet fueron evacuados allí. Mientras que el cercano pueblo de Beit Daras había estado bajo control israelí desde el 11 de mayo, no hubo continuidad territorial con Nitzanim, debido a que la Colina 69, que separa los dos pueblos, no fue ocupada. La brigada Guivati planeó capturar la colina en la noche del 7-8 de junio, pero no anticipó el ataque egipcio a Nitzanim. El plan para capturar la colina, sin embargo, se llevó a cabo a tiempo.

## Preludio

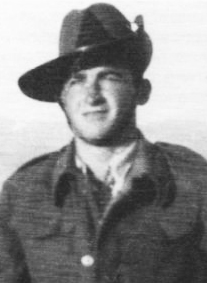
Avraham-Elkana Schwarzstein, el comandante de Nitzanim.

### Israel
Hasta el 15 de mayo la evacuación de no combatientes, incluidos los niños, tuvo la oposición general de los líderes del Yishuv. Se argumentó que el objetivo de Israel en la guerra era la continuación de la vida normal y que, dadas las circunstancias, era imposible trazar una línea entre el frente y la retaguardia. También se temía que los combatientes seguirían a los no combatientes y abandonarían los asentamientos. Esa postura cambió el 15 de mayo. La operación Tinok («Bebé») vio la evacuación de niños de Nitzanim, Negba, Gat, Gal-On y Kfar Menahem en vehículos blindados o a pie a lugares más al norte, considerados relativamente más seguros. En la noche del 16-17 de mayo, 35 niños de Nitzanim fueron evacuados a pie hasta Beer Tuvia.

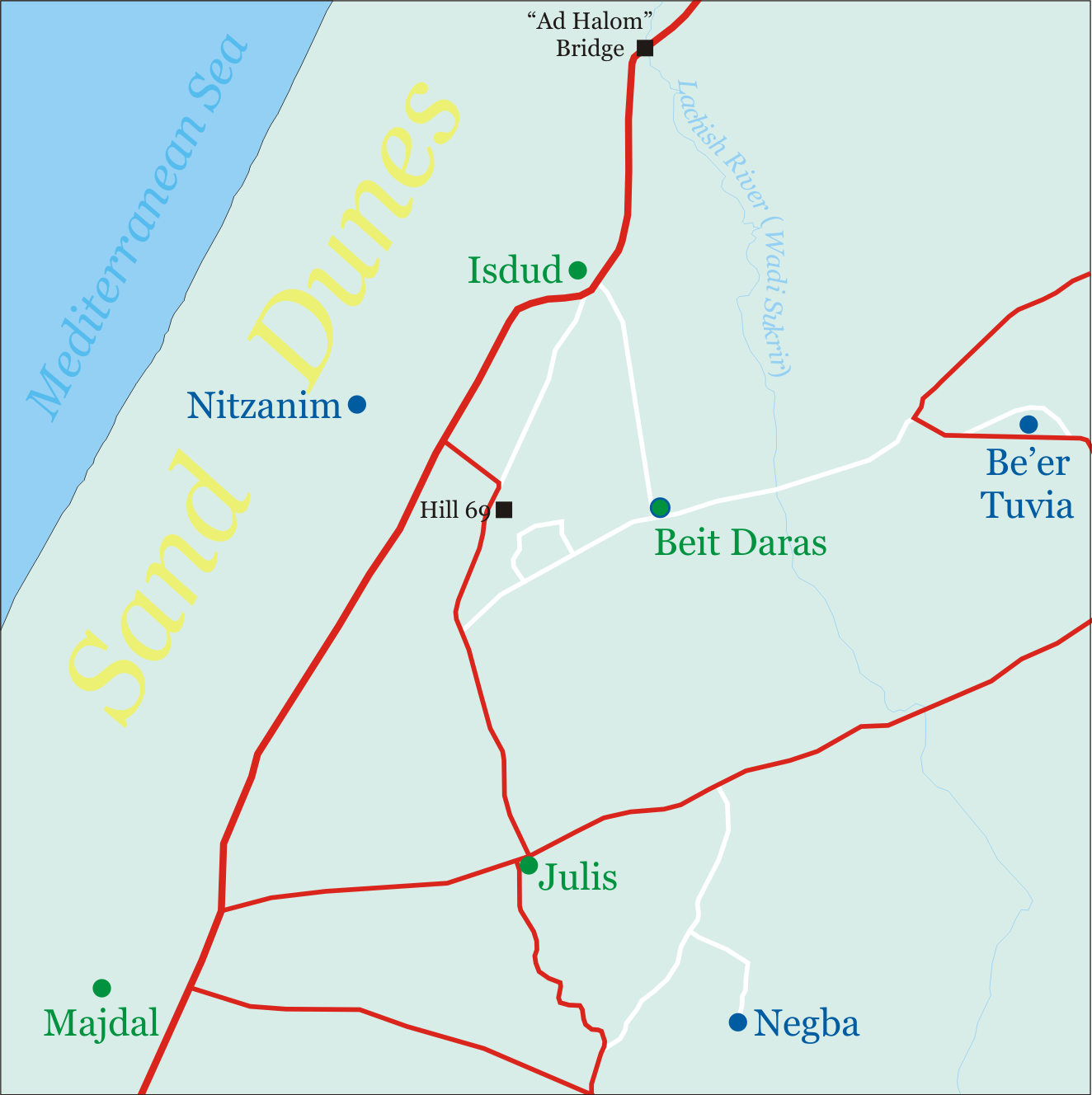
Mapa orientativo.

Los defensores israelíes de Nitzanim consistían en dos pelotones del 53.° Batallón de la brigada Guivati, uno de los cuales estaba compuesto por los nuevos reclutas, con un total de 74 soldados. Los reclutas habían sido traídos de la reserva del 58.° Batallón durante la operación Pleshet, con el fin de ganar una mayor experiencia en Nitzanim para las operaciones. También hubo 67 paramilitares locales, diez de ellos mujeres, sumando un total de 141 combatientes. El grupo tenía setenta rifles, treinta metralletas, cuatro ametralladoras ligeras Bren, un mortero de 4 pulgadas, una PIAT y algunas granadas. Nitzanim tenía tres elevaciones: la más alta estaba en el noreste, donde se construyeron torres de agua; en el centro, el comedor; y al sur, el «Palacio»/«Mansión», una casa árabe abandonada que estaba a un nivel superior a su entorno. Las tres elevaciones estaban rodeados por un anillo de posiciones conectadas por una serie de zanjas de comunicación. El comandante local dividió su fuerza en catorce posiciones, el mantenimiento de una fuerza de reserva para el refuerzo de los puntos débiles y el contraataque, en caso de que los egipcios rompieran la línea de posiciones.

### Egipto
Habiendo tomado Yad Mordejai el 23 de mayo, las fuerzas egipcias, bajo el mando del general mayor Ahmad Ali al-Mwawi subieron a lo largo de la costa y sobrepasaron Nitzanim. Después de encontrarse con la oposición israelí cerca de Ashdod, decidió detenerse y consolidar sus posiciones. Naguib estaba cavando trincheras en Ashdod, otra fuerza iba a atacar Negba, mientras que el propio Mwawi decidió tomar Nitzanim para eliminar una amenaza a su retaguardia. El ejército egipcio estableció su posición principal en la base militar británica abandonada justo al este de Nitzanim, con posiciones más pequeñas en la Colina del Cementerio al noreste y el bosque de cítricos en el sur, rodeando así el pueblo. Mwawi tardó varios días planeando cuidadosamente el ataque. Debía ser llevado a cabo en tres fases: avance y captura de la colina del depósito de agua, la captura de la colina del comedor y la captura del «Palacio».
Las fuerzas egipcias consistían en el 9.° Batallón, la 3.ª Compañía del 7.° Batallón y un pelotón mediano de ametralladoras. También se les unió un pelotón de tanques, una compañía de AFV, 18 piezas de artillería de campaña, 12 cañones antitanque, una batería antiaérea, y el apoyo de aviones de combate.

## La batalla

### Nitzanim

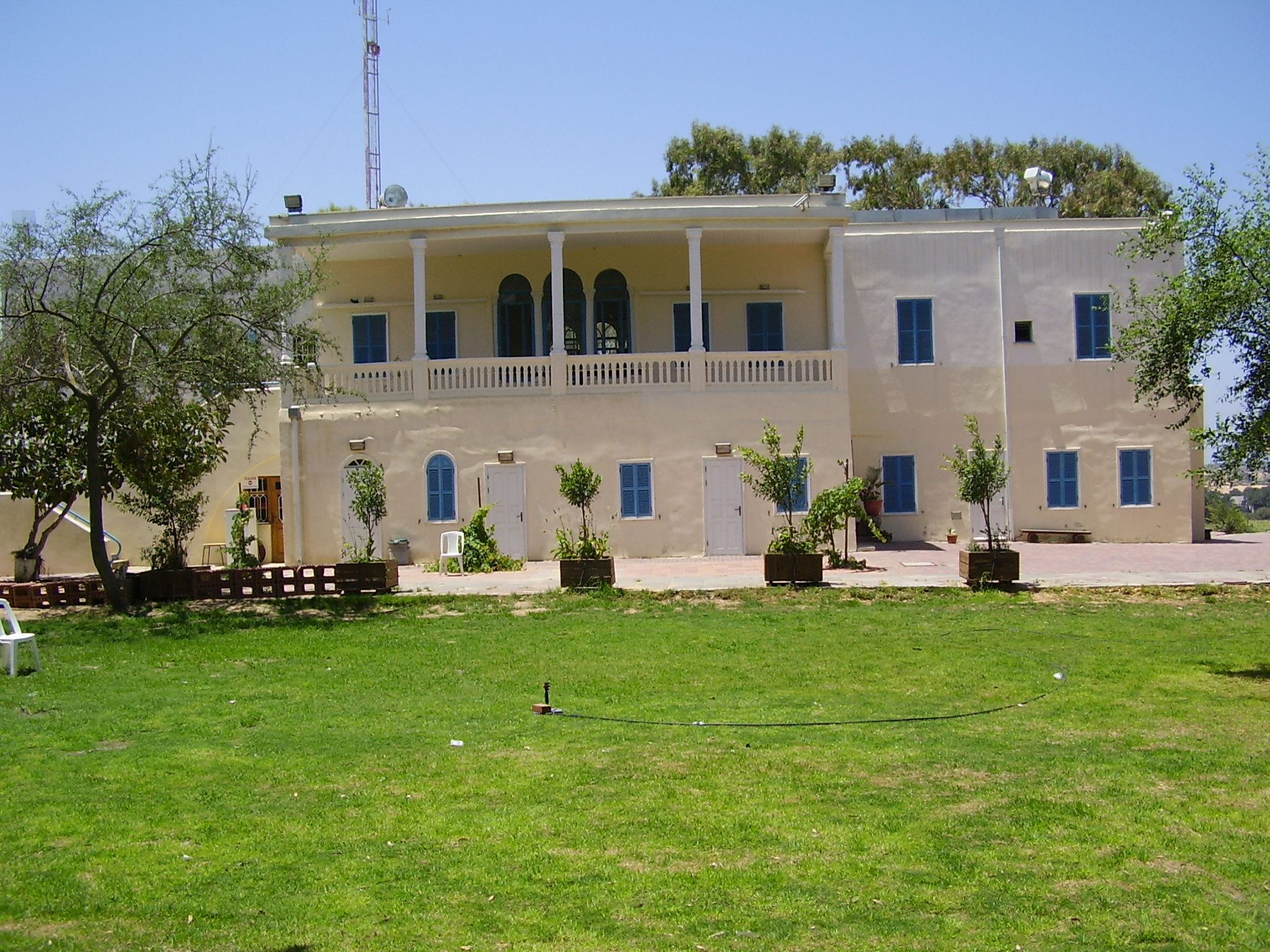
El «Palacio», preservado en el antiguo Nitzanim.

A la medianoche del 6-7 de julio, las fuerzas egipcias comenzaron un bombardeo sobre Nitzanim desde la Colina del Cementerio usando cañones Bofors y de 25 libras, y a las 06:00 horas, un bombardeo de corto alcance utilizando armas antitanque. Todas las características prominentes en el pueblo fueron destruidas. Un bombardeo de mortero adicional ocurrió desde una posición del sudeste, y un bombardeo de un cañón de 6 libras sobre la colina del tanque de agua en el sur. Poco después, los egipcios intentaron atacar desde el este, pero fueron repelidos y la colina del tanque de agua se mantuvo bajo control israelí.
A las 08:00 horas, los egipcios comenzaron un bombardeo aéreo sobre el kibutz, que se produjo en tres oleadas y continuó hasta las 10:15 horas, momento en el cual el bombardeo continuó en forma de fuego de cañones de 25 libras desde Majdal, a unos 7 km. A las 11:00 horas, comenzó el ataque principal de infantería y cuatro tanques. El resto de los vehículos blindados proporcionaron una cubierta desde la base británica abandonada adyacente. Los israelíes utilizaron el único PIAT en su poder contra los tanques y los obligaron a retirarse, aunque el PIAT se descompuso y la 1.ª Compañía egipcia (9.° Batallón) logró infiltrarse en la colina del tanque de agua.
La posición 1 fue destruida por sus habitantes, que estaban en un estado de shock cuando evacuaron los escombros. El sistema telefónico fue cortado. Una ametralladora, dirigida contra los aviones, fue golpeada por un proyectil. La mayoría de las armas de fuego de los defensores se ensuciaron por el polvo, y una ametralladora se averió. Desde el inicio del ataque, la operadora de la señal trató de ponerse en contacto con la sede del 53.° Batallón en Beer Tuvia. A las 10:00 horas, se las arregló para enviar un SOS antes de perder el contacto por completo. Cerca de las 11:00 horas, cuatro tanques egipcios recibieron la orden de abrirse paso en la granja, seguidos por la infantería. Los tanques avanzaron desde la esquina noreste del campamento, y fueron recibidos por dos israelíes armados con PIATs. Se las arreglaron para golpear a uno de los tanques en el segundo disparo. Los tanques se detuvieron, pero el PIAT pronto se averió y su operador sufrió una herida en la cabeza. Los tanques se retiraron y continuaron bombardear la posición israelí. La infantería egipcia siguió avanzando, capturando las posiciones 10, 11, 12 y la zona de los tanques de agua. Los egipcios reportaron victoria. Doce israelíes fueron asesinados por los proyectiles de los tanques.
Los egipcios entonces comenzaron la segunda fase de su plan de tomar el control de la posición del noroeste y la zona del comedor. La 4.ª Compañía del 9.º Batallón empleó un tanque averiado a través de la valla de la granja a las 12:30 horas, frente a la posición 8, en el centro de la cerca al norte de Nitzanim, después de matar a seis de los siete israelíes a cargo de la posición y el aislamiento del séptimo. Schwarzstein, hasta entonces, dirigía las acciones desde la esquina noreste del huerto más pequeño; se trasladó a la sala de comedor y la zona residencial cercana, que estaban rodeadas por muros de contención. Él tenía la esperanza de formar una segunda línea y ordenó a los hombres de las posiciones 5, 6 y 7 en el norte retirarse a la zona de comedor. Allí, organizó las fuerzas de reserva que se retiraron del establo y a los hombres de las posiciones del norte para la defensa.

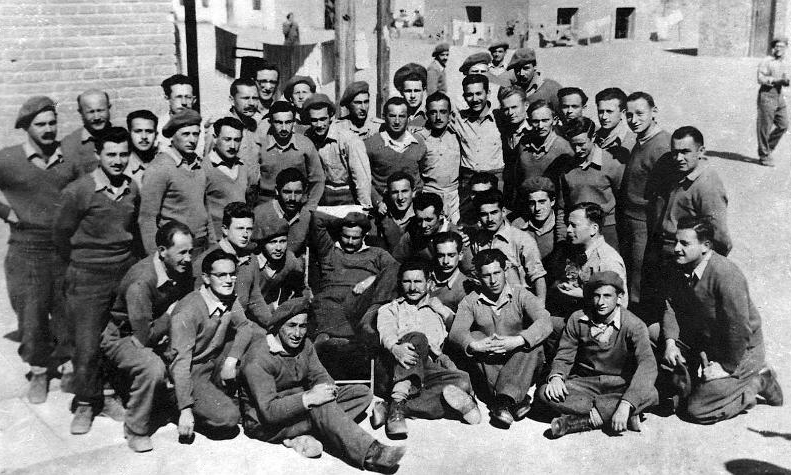
Muchos de los prisioneros de guerra varones en Egipto.

Los egipcios comenzaron un intenso bombardeo de la sala de comedor, y antes de las 14:00 horas, los defensores decidieron retirarse al «Palacio» en el sur para una última resistencia. A las 15:00 horas, todas las fuerzas ubicadas al pueblo intentaron una retirada, pero fueron detenidos por la 2.ª Compañía del 9.º Batallón, situada en las plantaciones de cítricos, oblgando a los israelíes a regresar al «Palacio». 2-4 israelíes lograron esconderse en los bosques y escapar a Beer Tuvia por la noche.
A lo largo de la batalla, las fuerzas israelíes trataron de comunicarse con el resto de los refuerzos del ejército y las solicitudes, incluyendo tres telegramas cerca del final de la batalla, fueron enviadas por la operadora de la señal Miriam Ben-Ari. Todos los intentos fracasaron y los refuerzos no fueron enviados. El comandante herido, Avraham-Elkana Schwarzstein, con su camisa blanca manchada de sangre, y Ben-Ari trataron de negociar con los egipcios, pero Schwarzstein fue acribillado por un oficial egipcio. En respuesta, Ben-Ari disparó al responsable y murió en el acto. A las 16:00 horas del 7 de junio, 105 defensores israelíes exhaustos, 26 de ellos heridos, destruyeron sus municiones y equipo restante, y se entregaron a las fuerzas egipcias. Los egipcios impidieron a sus auxiliares locales masacrar a todos los prisioneros, sin embargo, tres o cuatro de los defensores fueron asesinados después de rendirse. Los sobrevivientes más tarde «aparecieron» en un desfile de la victoria en Majdal, tras el cual fueron trasladados a El Cairo. En total, 33 personas murieron en la batalla: 17 soldados y 16 pobladores (entre ellos 3 mujeres).

### Colina 69

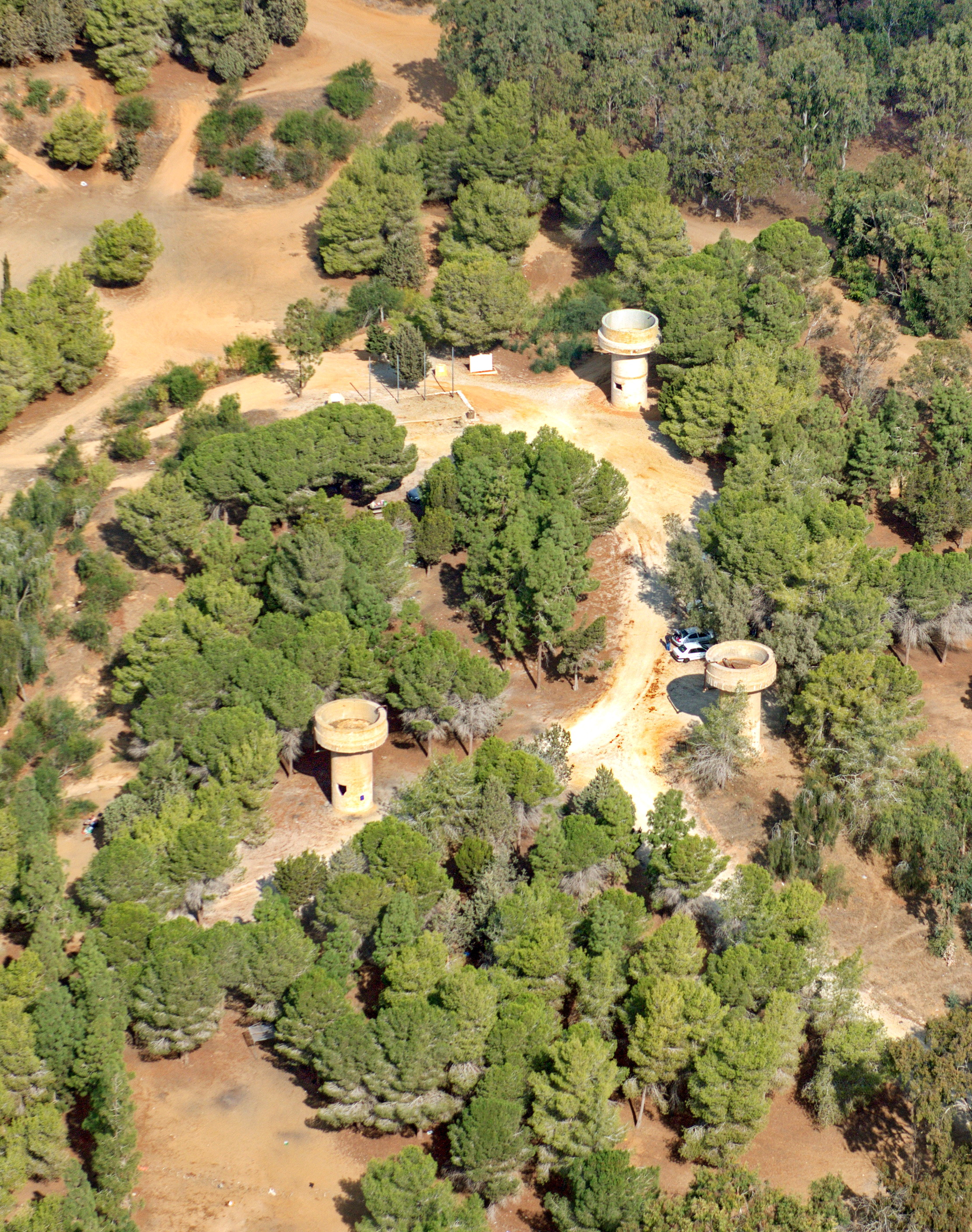
Colina 69.

Tres hombres lograron escapar de Nitzanim durante el día. Se escondieron hasta la noche y luego se infiltraron a través de las líneas egipcias hasta que llegaron a los puestos de avanzada de Guivati. No eran conscientes de que Nitzanim se había rendido y la única información al respecto fue recibida de las transmisiones egipcias, por lo que el comandante de la brigada Guivati, Shimon Avidan, encontró que esa noche estaban completamente solos. A pesar de la caída de Nitzanim, se decidió a atacar por la noche del 7-8 de junio, como estaba previsto. Una compañía tomó la colina 69 y otras posiciones para amenazar las líneas egipcias en Isdud, y preparándose para recapturar Nitzanim. Mientras tanto, otro ataque, fallido, fue realizado contra Isdud. La colina 69 era considerada importante tácticamente como un obstáculo en el camino hacia Isdud, ante la inminente tregua.

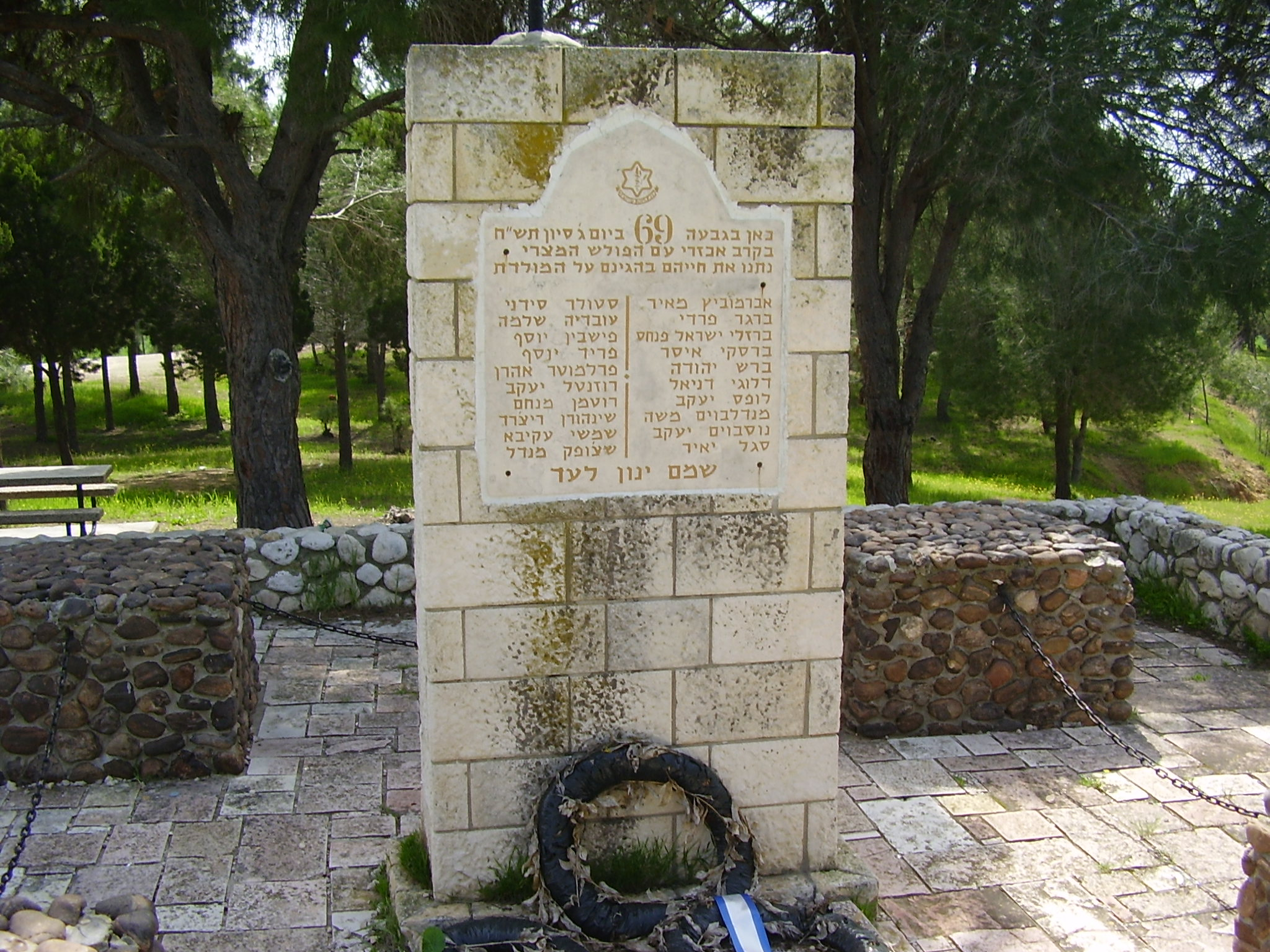
Monumento a los soldados israelíes caídos en la colina 69.

En la noche del 9-10 de junio, el 52.º Batallón de Guivati, guiada por dos de los fugados, atacó Nitzanim. La hora cero se pospuso después de que la fuerza atacante perdió el rumbo. Al amanecer, el pelotón líder logró entrar en Nitzanim desde el sur y capturar el «Palacio», pero recibió la orden de retirarse después de ser golpeado por el pesado fuego egipcio, después de haber perdido la cubierta de la oscuridad. La artillería egipcia persiguió a las fuerzas israelíes en retirada hasta que alcanzó la colina 69. Las fuerzas del 52.º Batallón fueron evacuadas por vehículos blindados, y poco después, una compañía egipcia del 51.º Batallón atacó la colina. Las trincheras se derrumbaron por completo y las posiciones fueron destruidas. La gran fuerza que se concentraba en la colina sufrió fuertes bajas. La infantería egipcia atacó desde el oeste, con el apoyo desde corta distancia de transportes y vehículos blindados Bren. La compañía israelí se rompió, y se le ordenó retirarse, pero el repliegue fue desorganizado y costó más bajas. El último israelí que permaneció en la colina era un observador de artillería, que ordenó a sus cañones disparar sobre su propia posición, antes de ser muerto. El número de muertos israelíes en la colina y la retirada fue un total de 20. Los egipcios intentaron continuar hacia Beit Daras y Be'er Tuvia, pero se encontraron con una fuerte oposición. Al caer la noche, se retiraron.

## Consecuencias

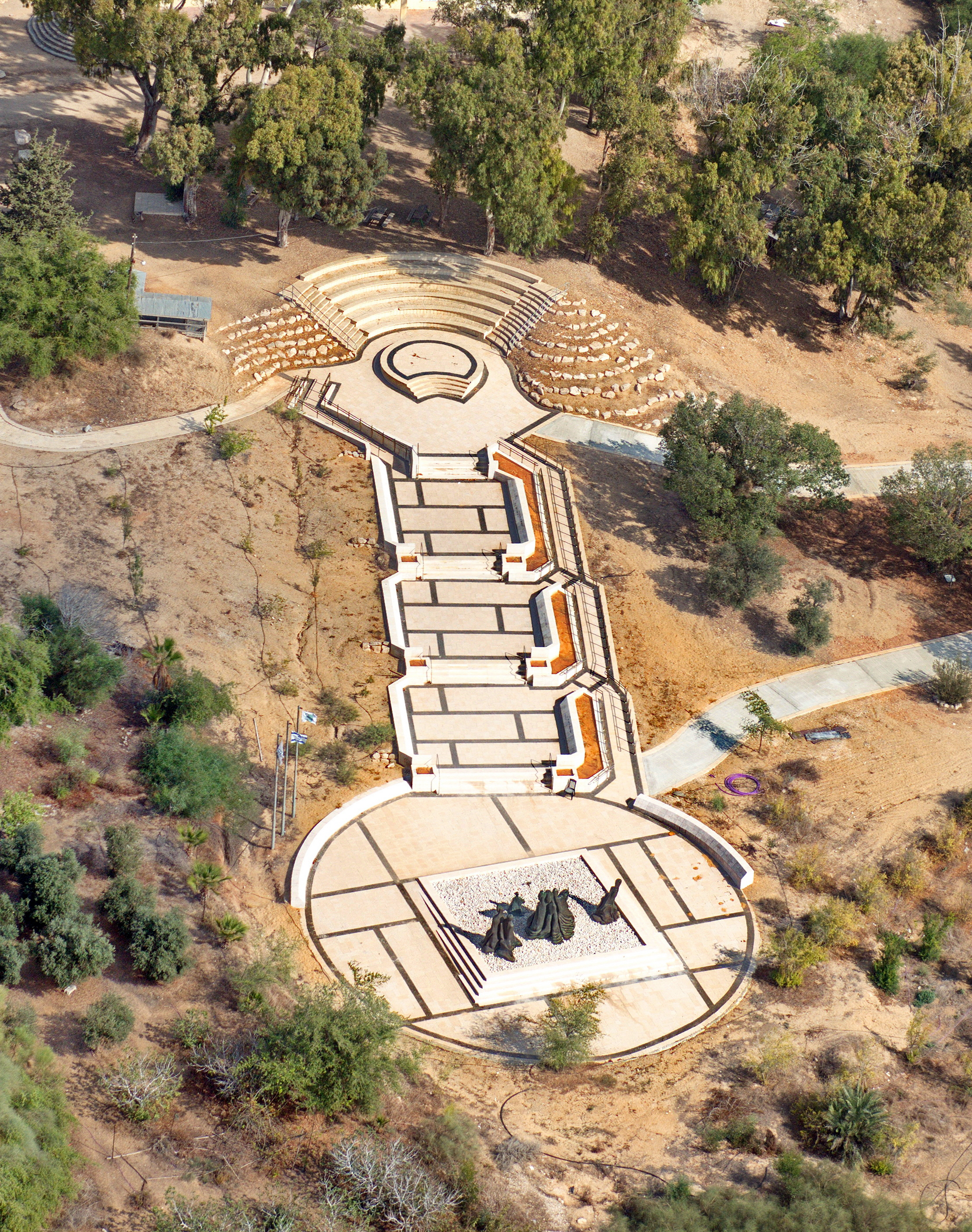
El memorial en Nitzanim.

La batalla de Nitzanim fue una de las pocas rendiciones israelíes durante la guerra y fue vista por muchos como humillante. Los 105 prisioneros capturados en Nitzanim constituyeron la mayor parte de los prisioneros de guerra capturados por Egipto durante toda la guerra. De acuerdo con ellos, los medios de comunicación egipcios cubrieron el evento ampliamente, escribiendo que 300 judíos fueron asesinados en Nitzanim, que era una importante base de submarinos, y que un gran botín fue capturado, incluyendo petróleo y combustible. Yitzhak Pundak, el comandante del batallón que fue directamente responsable de la defensa del pueblo, afirma que pudieron haberse tomado medidas para mantener el pueblo, incluyendo la transferencia de los cañones Napoleonchik al sitio.
Después de la captura de la colina 69, un gran obstáculo fue removido para Egipto, lo que le permitió atacar Gal On y capturar Gezer. Cuando Guivati finalmente llegó a Nitzanim después de la operación Yoav, encontraron el pueblo abandonado y destruido en gran parte, mientras que los egipcios se retiraron al sur de Gaza. Los israelíes muertos en acción fueron enterrados en una fosa común en el pueblo. Los pobladores que regresaron de su cautiverio el 7 de marzo de 1949, como parte de los Acuerdos de Armisticio de 1949, reconstruyeron Nitzanim en un sitio a pocos kilómetros al sur del original. La Aldea Juvenil Nitzanim fue construida en 1949 en el sitio de la batalla, y fue cerrada en 1990, siendo fundada después Nitzan. El sitio se convirtió en una atracción turística, que ofrece una presentación visual y varios monumentos, incluyendo el Centro de las Mujeres Valientes (en hebreo: יד לאישה לוחמת‎, Yad LeIsha Lojemet), un monumento para todas las mujeres combatientes caídas en combate en las guerras de Israel, especialmente las tres en Nitzanim: Miri Ben-Ari, la paramédico pasante Shulamit Dorczin, y Deborah Epstein, de 18 años, que murió de sus heridas en cautiverio.

### Reacciones en Israel
Abba Kovner, entonces el oficial de cultura de la Brigada Guivati, publicó un folleto de feroz denuncia a los defensores. Nisan Reznik, que fue uno de los combatientes en Nitzanim, y conocía a Kovner desde antes de la Segunda Guerra Mundial, afirmó que la carta fue resultado del egoísmo. Parte de la lectura del folleto:
[...] ¡Aviones de combate en el frente sur, soldados de las brigadas, defensores de los asentamientos! La hora de la entrega de Nitzanim es una hora de dolor extremo y de reflexión personal; una reflexión personal dice: Uno no defiende su hogar de forma condicional. La defensa se impone con todas las fuerzas a las órdenes del cuerpo y alma de uno y, si el destino así lo decreta, es mejor caer en las trincheras en el hogar antes que rendirse. [...] Rendirse, incluso cuando el cuerpo vive con sus últimas respiraciones a causa de una herida, es una vergüenza. ¡Caer en el cautiverio de los invasores es la vergüenza y la muerte!
—Abba Kovner, texto parcial del folleto Guivati, firmado por Shimon Avidan.
Como resultado, los miembros de Nitzanim exigieron una investigación sobre la batalla inmediatamente después de terminada la guerra, afirmando que Kovner significativa e ilegalmente dañó a su reputación. La investigación fue dirigida por el Comandante en Jefe Ya'akov Dori, que se puso de parte de los defensores y escribió:
Las difíciles circunstancias de la batalla para los residentes de Nitzanim, el aislamiento amargo de los combatientes, la falta de comunicación con el frente de la retaguardia, la falta de municiones y alimentos, y ante el elevado número de víctimas en esa defensa, trae honor a todos aquellos que lucharon con amargura, hasta la última bala. Lo que ocurrió en Nitzanim pasó también en otros lugares, los defensores de los cuales lucharon valientemente con la última opción.
—Ya'akov Dori
El primer ministro David Ben-Gurión también elogió a los defensores de Nitzanim. Un libro de suspenso llamado Objetivo - Tel Aviv (en hebreo: המטרה - תל אביב‎) de Ram Oren fue publicado en 2004, centrándose en la batalla y sus consecuencias.

### En la historiografía de la guerra árabe-israelí de 1948
En el debate histórico sobre la guerra árabe-israelí de 1948, Benny Morris toma el ejemplo de Nitzarim en dos momentos para hacer una comparación entre las actitudes israelíes y árabes durante la guerra. Señala que:
- «[Como en Nitzanim], todos los asentamientos judíos conquistados por los invasores [ejércitos árabes] [...] fueron arrasados después de que sus habitantes habían huido o habían sido encarcelados o expulsados» y que «[e]stas expulsiones por parte de los ejércitos regulares árabes provenían muy naturalmente a partir de la mentalidad expansionista que prevalece en los países árabes», estableciendo un paralelismo con la actitud israelí durante la guerra.[34]
- «[...] los ejércitos regulares árabes cometieron algunas atrocidades y ninguna masacre a gran escala de los prisioneros de guerra y civiles en la guerra convencional, a pesar de que ellos conquistaron [algunos lugares como Nitzanim]».[35]